# Lillebjørn Nilsen (album)
Lillebjørn Nilsen är ett samlingsalbum med Lillebjørn Nilsen. Albumet, ibland kallad SuperStars, utgavs på kassett 1989 av skivbolaget Continental Consult AS.

## Låtlista
Sida 1
1. "Se alltid lyst på livet" (från Original Nilsen) – 2:29
2. "Blå odyssé" (från Hilsen Nilsen) – 4:10
3. "Alle duene" (från Portrett) – 3:12
4. "Gategutt" (Rudolf Nilsen/Lillebjørn Nilsen, från Portrett) – 1:50
5. "Angelikas kaker. Postkort" (från Oslo 3) – 4:09
6. "Stilleste gutt på sovesal 1" (från Oslo 3) – 4:25
7. "Kjærlighet og Karlsons lim" (från Sanger) – 3:52

Sida 2
1. "Se deg aldri tilbake" (Lillebjørn Nilsen/Arild Andersen, från Sanger) – 3:50
2. "Tanta til Beate" (från Original Nilsen) – 3:33
3. "Hei New York" (från Original Nilsen) – 3:05
4. "Blues når du var 15" (från Oslo 3) – 3:32
5. "Barn av regnbuen" (Pete Seeger/Lillebjørn Nilsen, från Portrett) – 3:11
6. "Alexander Kiellands plass" (från Hilsen Nilsen) – 3:14
7. "Byen med det store hjertet" (från Byen med det store hjertet) – 3:45

- Alla låtar skrivna av Lillebjørn Nilsen där inget annat anges.